# Tchokwés
Pour la langue, voir Tchokwé (langue).
Les Tchokwés sont une population de langue bantoue d'Afrique centrale et australe, originaire de l’Angola, surtout présente en République démocratique du Congo et à un moindre degré en Zambie. Quelques milliers vivent aussi en Namibie. Historiquement, les Tchokwé sont issus de la migration des Lunda vers le Sud. La culture Tchokwé est bantoue d’Afrique centrale et australe, et est surtout présente en République Démocratique du Congo et en Angola  

## Ethnonymie
Selon les sources et le contexte on observe de très nombreuses variantes : A'hioko, A'kiolo, Atshokwe, Atuchokwe, Bachoko, Bachokwe, Badjok, Badjokwe, Bajokwe, Bakiolo, Baokwe, Basok, Batshioko, Batshokwe, Chiboque, Chokwe, Chokwes, Ciokwe, Cokwe, Djok, Djokwe, Jokwe, Ka-chioko, Kioko, Kiokue, Kiokwe, Quioco, Shioko, Tchiboko, Tchokoué, Tchokwe, Tchokwes, Tschokwe, Tshioko, Tshokwes, Tsiboko, 
Tsokwe, Tuchokwe, Tutchokwe, Utchokwe, Wachokwe, Watschiwokwe.

## Langue
Leur langue est le tchokwé (ou quioco). le nombre de locuteurs de cette langue bantoue a été estimé à 1 009 780, dont 504 000 en République démocratique du Congo (1990), 456 000 en Angola (1991) – dont c'est l'une des langues nationales – et 44 200 en Zambie (1986).

## Histoire
Les Tchokwés sont issus de merci 

Implantation des Tchokwés en Angola en 1970 (en marron)

la migration des Lunda vers le Sud, au même titre que les Lunda du Sud et les Luvale, parmi d'autres. Des conflits de succession, au sein des lignages au pouvoir lunda, ont généré ces migrations successives. Le mythe raconte ainsi, l'avènement de Mwantiyavwa, nouveau chef de l'empire Lunda, né de l'union entre le chasseur Chibinda Ilunga (ou Tshibinda et la souveraine Lueji. Ces migrations ont participé à la fondation de nouvelles nations. La plus importante d'entre elles date du XVIIe siècle, selon des documents portugais. Les migrations suivantes étaient entrainées par le départ d'une partie de la cour et du peuple en raison des conflits de succession. Ces scissions ont entrainé la formation des chefferies apparentées du Haut-Zambèze  et du Haut-Kasaï : Luchazi, Tchokwe, Lunda, Ndembu et Luvale, parmi d'autres. La grande mobilité des populations de cette région, jusqu'au XXe siècle, a favorisé leur mélange et la communauté de culture.
Au XIXe siècle on assiste à une période d'expansion / colonisation tchokwe, suivi d'un déclin très rapide avec la colonisation européenne. Celle-ci s'accompagna de la division des grandes chefferies en trois colonies, belge, portugaise et britannique. Ce qui entraina l'extinction des arts de cour, mais aussi des arts rituels, lesquels survécurent, mais très appauvris, dans les masques et les statues de culte.

## Culture

### La divination et le culte des ancêtres
Dans le cas où un malheur intervient dans la vie d'une personne, sa famille peut se tourner vers un devin, tahi ou ngombo, choisi impérativement très loin de là. La présence du patient n'est pas nécessaire, c'est éventuellement sa famille, dans les cas les plus graves, qui donne, sans s'en rendre compte, les informations indispensables au diagnostic. Le devin doit donc se tourner vers des évènements passés. Il va pouvoir mettre ainsi en paroles ce que chacun pressent mais ne peut exprimer. Son efficacité est attribuée à l'esprit hamba qui le possède. À l'aide d'un panier divinatoire, l'oracle restitue les évènements passés dans leur contexte, dont les ancêtres, le groupe social ainsi que les esprits de la nature et le cosmos. Les accessoires du processus divinatoire peuvent comprendre aussi des statuettes, les esprits tutélaires du devin. Des centaines de fois le panier est secoué, la distribution de son contenu qui en résulte place un élément au centre, ce qui donne l'occasion au devin de questions, qui permettent de jauger la réaction de ses clients et ainsi de conduire à une interprétation. Après lui, le nganga ou chimbuki mettra en œuvre le traitement curatif.
Le mythe d'origine, avec Lueji comme première gardienne des hamba de la divination, établit un lien entre les esprits hamba et la parenté, car ce savoir fut diffusé aux ancêtres migrants, lesquels emportèrent leurs hamba en disant qu'il s'agissait de leurs parents et grands-parents. Quant à Chibinda Ilunga, il introduisit le hamba de la chasse. Dans les deux pratiques, l'esprit en question va « choisir » le chasseur ou le devin qui sera « appelé » par l'un ou l'autre de ses ancêtres à perpétuer son art.
Les hamba sont donc, en général, associés aux ancêtres. Ceux-ci, pour se prémunir contre leur colère, doivent recevoir des offrandes sur un autel. Le plus répandu est le muyumbo, un arbre au pied duquel sont effectués les rituels les plus importants, dont les transactions et  échanges entre matrilignages (c'est-à-dire des villages), comme les paiements de dots. Au XXe siècle son importance s'est réduite fortement. Ils étaient accompagnés de pieux et de petites figures, mais accueillaient, au cours des rituels divers objets en lien aussi avec la filiation : bracelets du village, trône du chef ou sa lance. Lors d'un rituel de possession d'un « patient » par un esprit hamba, percussions, chants et danses induisent un état de transe chez celui-ci. Des offrandes lui sont alors offertes. Plusieurs esprits hamba peuvent être en cause, ce qui nécessite de répéter l'opération.
Depuis la fin du XIXe siècle, des esprits, indépendants des ancêtres, sont apparus, ce sont les hamba a peho, ou « esprits de l'air ». Ils sont d'origine incertaine et leur comportement est instable. Ils apparaissent avec la dissolution des structures de parenté, laquelle engendra des comportements plus individualistes. Dans ce contexte, l'interprétation de la maladie s'est ouvert sur le monde, celui du commerce caravanier et sur celui des colonisateurs portugais en particulier, au début du XXe siècle. L'un de ces hamba, le hamba wa Nzambi, ou hamba de Dieu (Dieu suprême) était représenté par des sculptures cruciformes à la fin du XIXe siècle. Mais ce terme désignait aussi des accessoires de la liturgie chrétienne. Des sculptures d'autel à Nzambi ont ainsi repris la scène de la crucifixion, et elle a d'ailleurs été l'icône la plus familière. Ces sculptures pouvaient être placées au fait du toit ou sous le lit conjugal, ou encore dans un petit abri. Toutes ces sculptures d'autel à Nzambi faisaient l'objet de rituels qui n'ont pas été relevés.

### Chibinda Ilunga

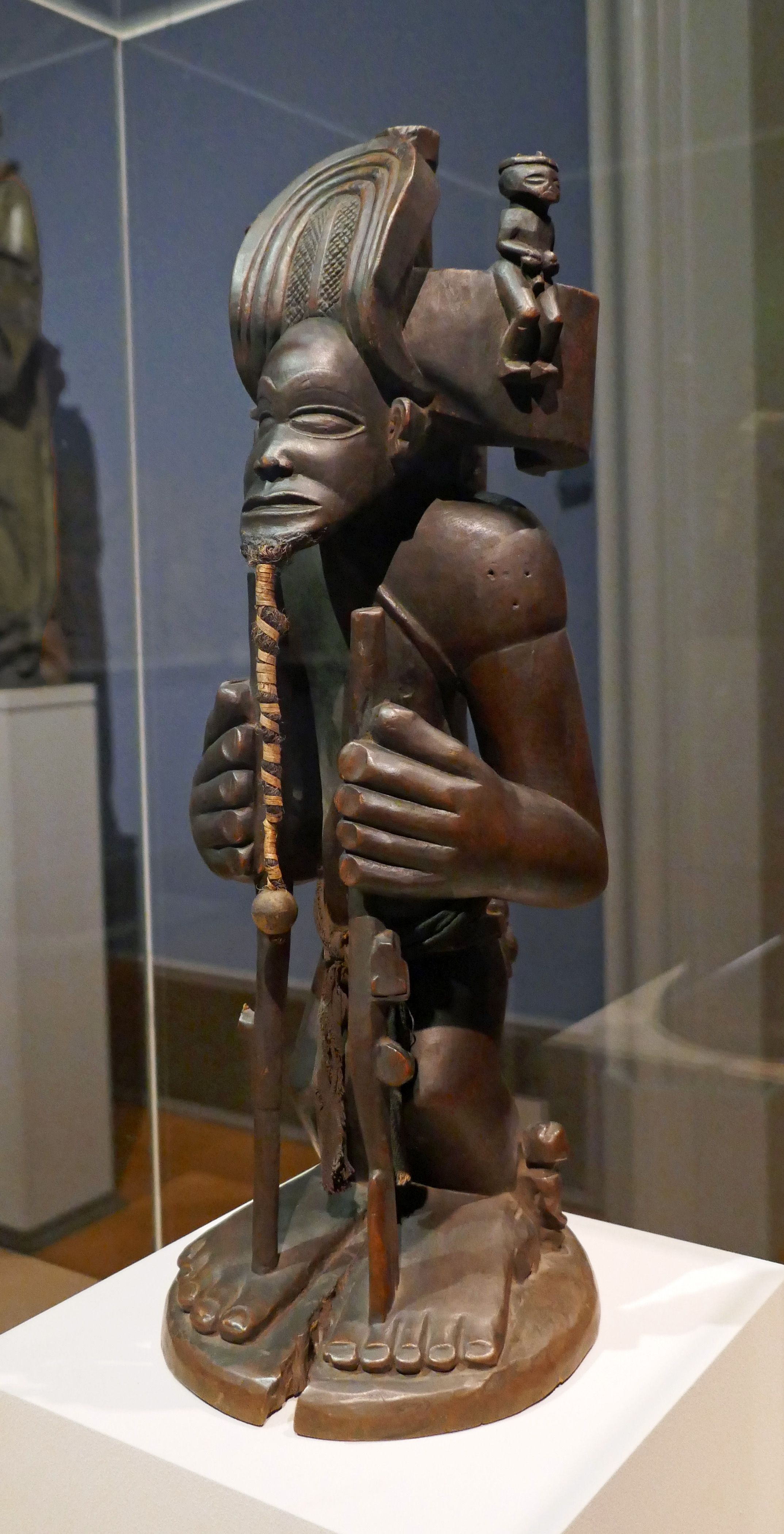
Chibinda Ilunga (Bode-Museum).

Le héros Chibinda Ilunga est l'ancêtre royal du peuple Tchokwe. Selon la légende, Ilunga, fils d'un grand chef Luba, un chasseur, aurait fait la cour à Lweji (Lueji), une chef de clan Lunda. Il a introduit dans cette tribu le concept de royauté divine et a également enseigné aux Lunda l'art de la chasse. De leur union, assez indirectement, sont sortis les souverains Mwata Yamvo du royaume Lunda, à qui les Tchokwe ne rendaient pas seulement hommage, mais aussi des sculpteurs régulièrement équipés qui produisaient presque tous les types d’art de cour jusqu’à aujourd'hui. Par association, Chibinda Ilunga est également devenu un héros de la culture et un modèle pour les chefs Tchokwe.
Selon le mythe, Tshibinda Ilunga était le fils d'un roi luba, Kalala Ilunga. Sa seule ambition était de chasser. Le regard de Lweji tomba sur le prince aristocratique et autoritaire et elle l'épousa, après quoi il reçut les symboles du pouvoir. Les frères de Lweji ont refusé de le reconnaître. Après quoi, le couple et ses partisans sont allés dans l’ouest et ont créé de nouveaux États avec le chef comme figure sacrée et maître absolu. Il était protégé par les esprits ancestraux et toute opposition à son règne était considérée comme un sacrilège.
La figure de Chibinda Ilunga en est venue à représenter le chef archétypal qui veille au bien-être de son peuple. Il a également servi de modèle pour les hommes dans la société Tchokwe. Cette figure porte un couvre-chef élaboré avec des éléments latéraux roulés en signe de rang royal. Il a un bâton dans la main droite et une corne d’antilope sculptée dans la gauche. Étant donné que le chef des chasseurs était le sujet le plus sacré décrit par les Tchokwe, de telles représentations de personnages n'étaient tentées que par les artistes les plus qualifiés. Ce type de sculpture exprime la force physique et la furtivité du corps du chasseur, ainsi que la sensibilité et l’intelligence du visage d’un grand chef.

### Styles
Deux styles sont retenus par les spécialistes et concernent les œuvres d'art de cour les plus anciennes : le style du pays d'origine, « école de Moxico », du nom de la capitale, Moxico, dans la plaine des affluents du Haut-Zambèze, et le style de l'« école de Musamba », dans la Serra da Musamba. Le style de Musamba, est plutôt schématique, le visage ayant des traits stylisés, rigides, le style de Moxico étant plus nuancé, tendant au réalisme.
Les sculpteurs étaient de deux catégories. La première, celle représentée par le songi et le fuli, concerne des professionnels, mais qui cultivent pour assurer leur subsistance. Ils sont chargés de sculpter des charmes jinga et des figures pour les autels familiaux mahamba et tous les objets destinés à la chasse. La seconde, est constituée d'artistes attitrés qui travaillaient exclusivement pour la cour. Une certaine émulation existait entre eux. À la cour lunda les artistes étaient Tchokwe. Ils sculptaient trônes, grandes statues des ancêtres (Chibinda Ilunga et Lueji), figurines, tabatières, pipes, coupes, éventails et chasse-mouches.

### Galerie

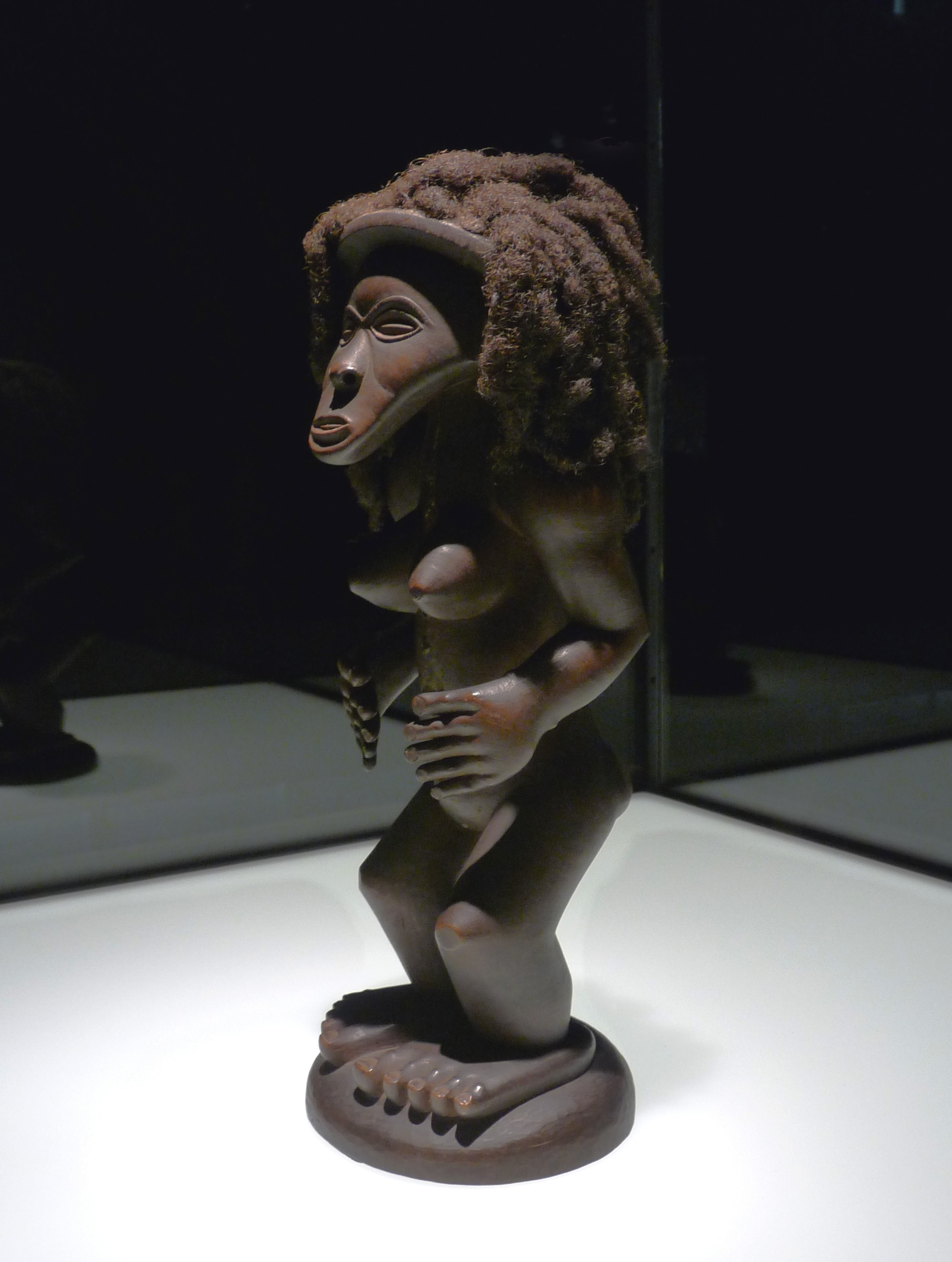
Statuette[14]. H. 35 cm. Style du pays d'origine, « école de Musamba ». Musée ethnologique de Berlin
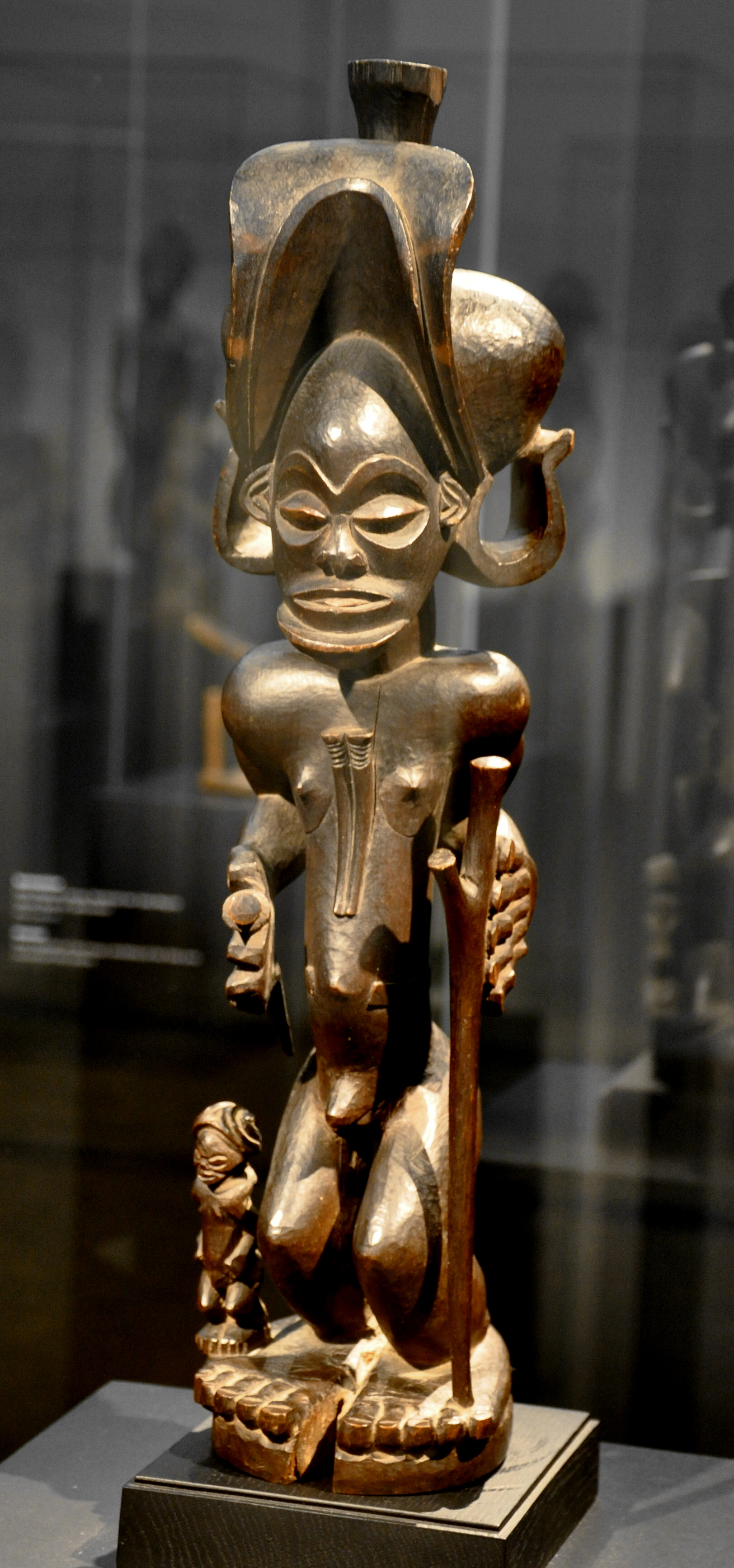
Figure de l'ancêtre mythique Chibinda Ilunga[15]. Bois, vers 1850, style du pays d'origine, « école de Moxico » (?). Museum Rietberg
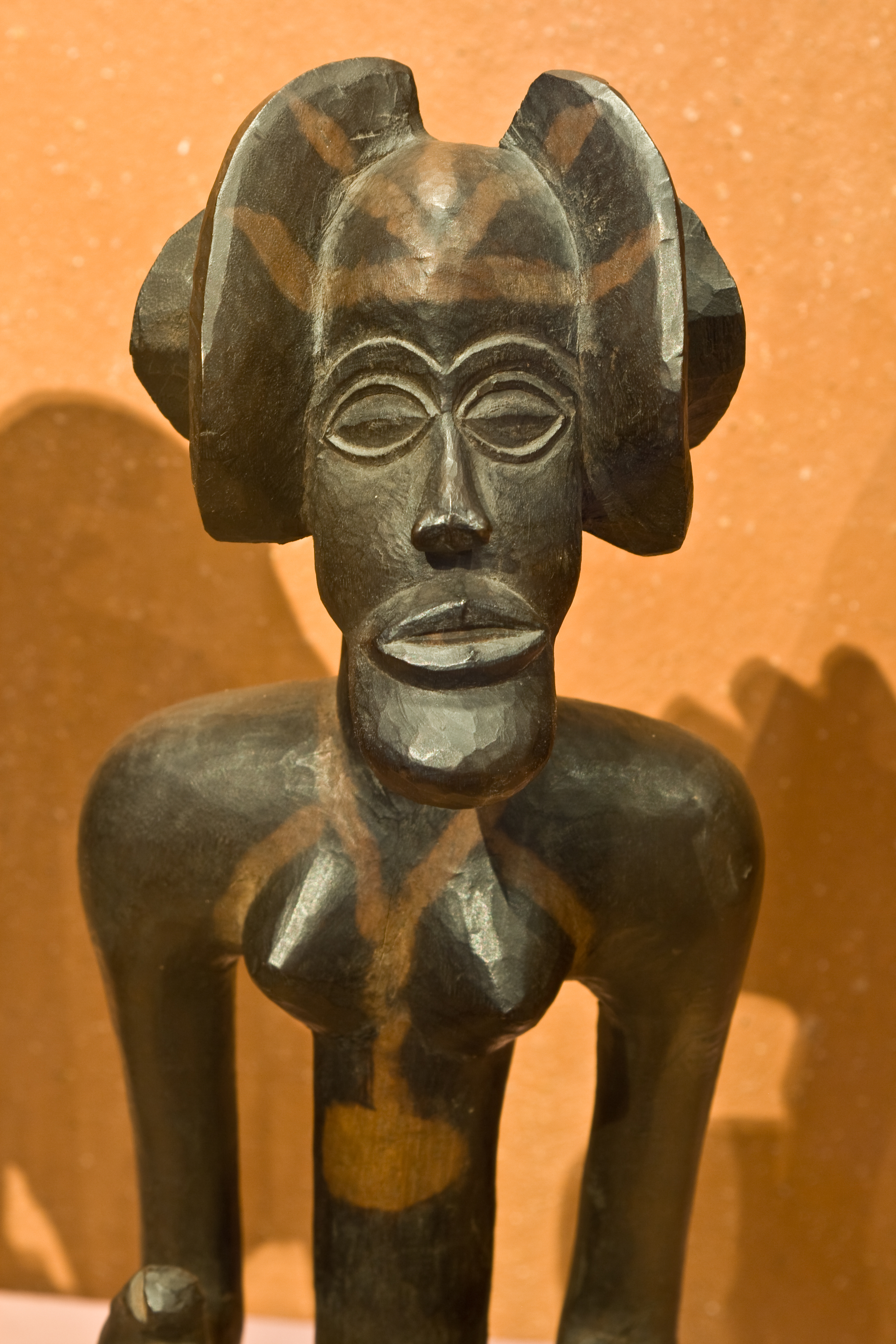
Détail de statuette (Reine-mère ?). Tropenmuseum
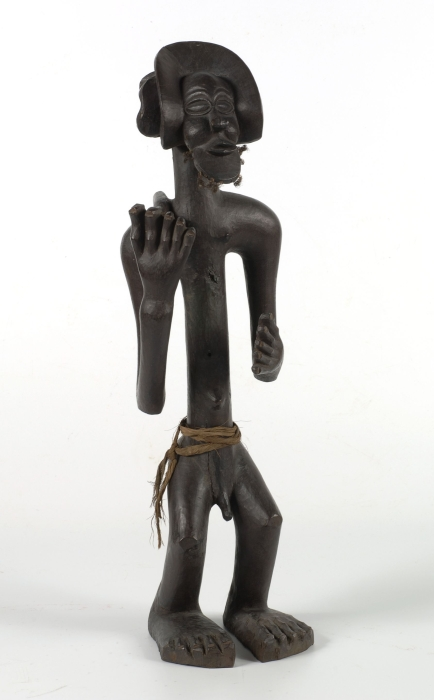
Image d'ancêtre[16] ou de chef avec un fusil. Bois, avant 1888. 50 cm. env. Tropenmuseum
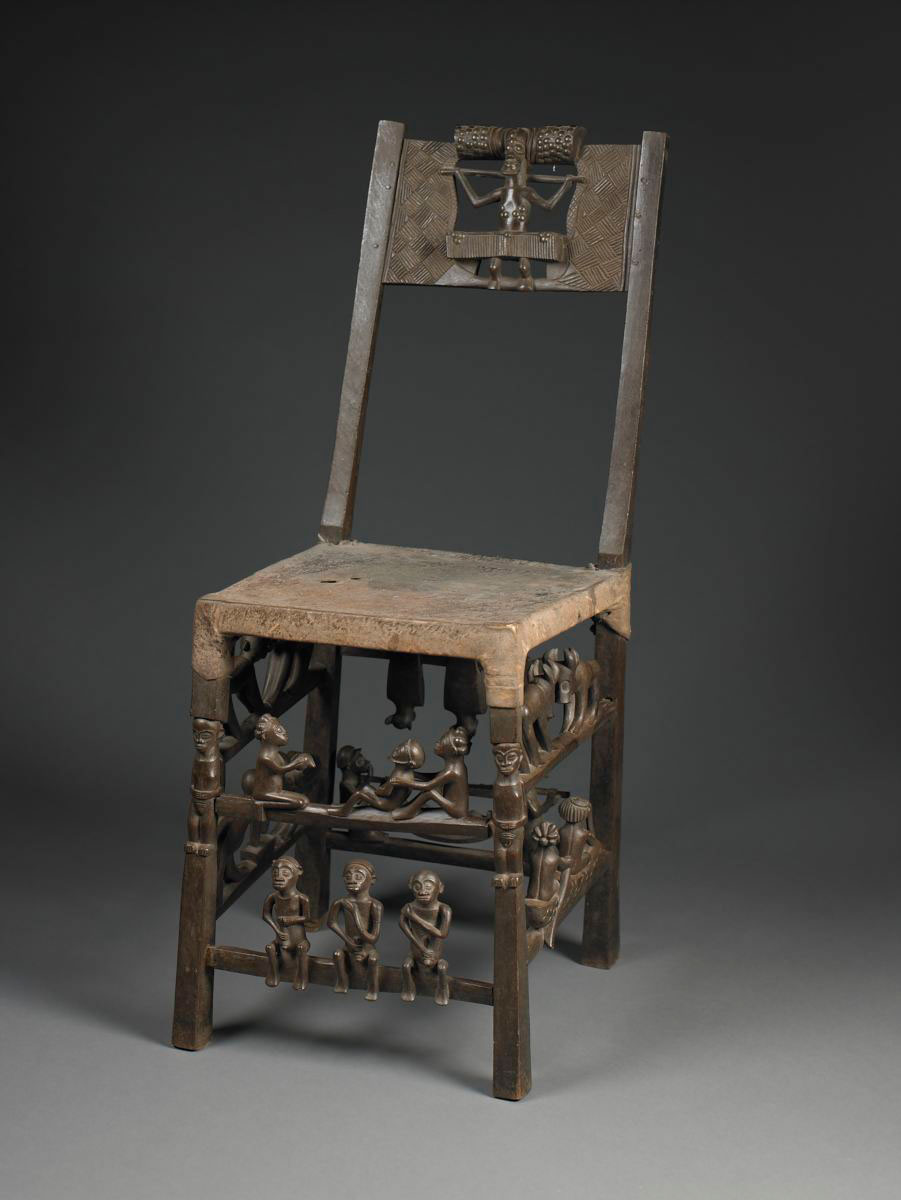
Trône. H 98 cm. Bois, peau, punaises métalliques. Fin 19e- déb. 20e. Birmingham Museum of Art
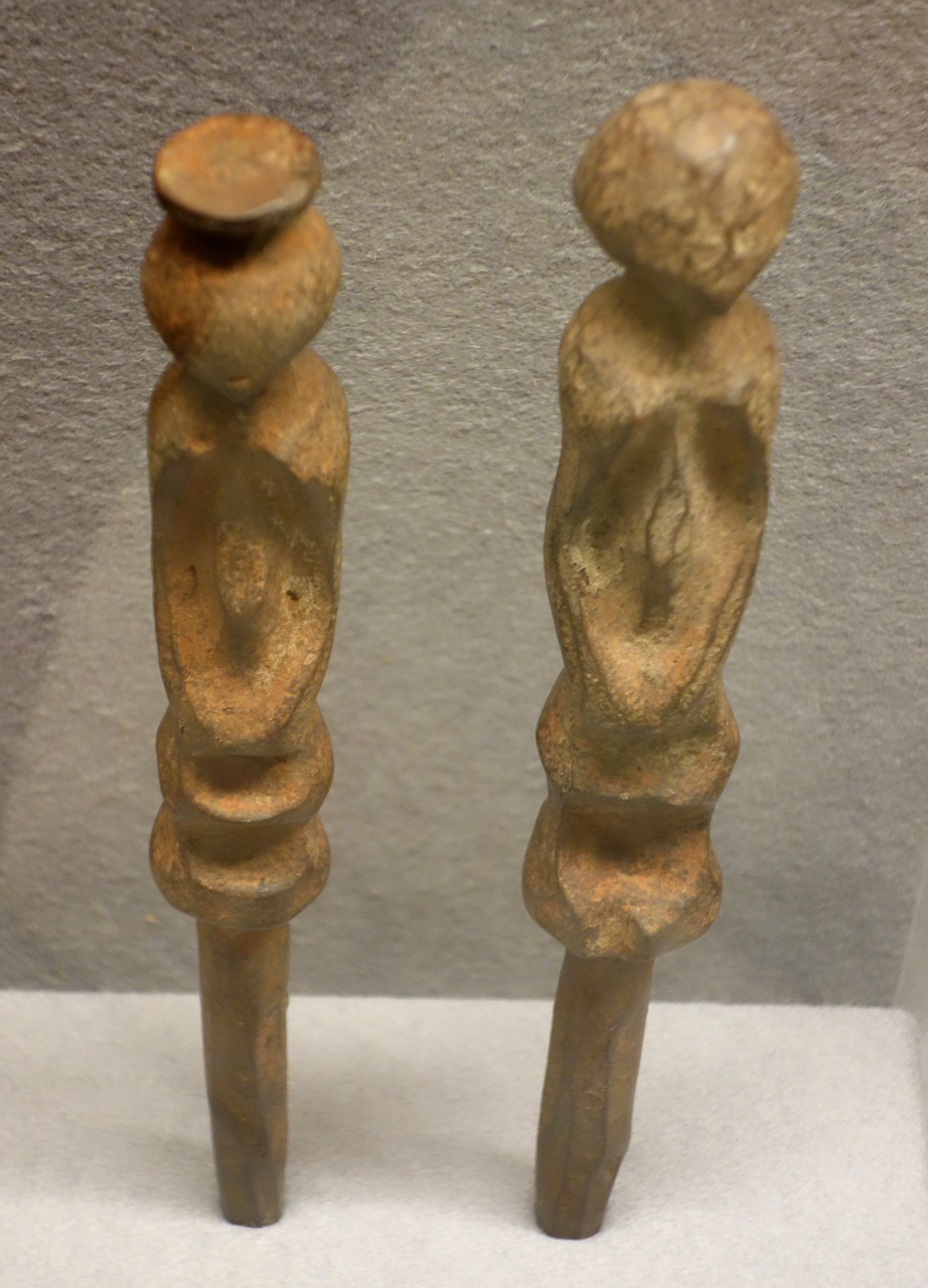
Figurines de culte hamba másúku. bois, H. 26 cm. Musée royal de l'Afrique centrale
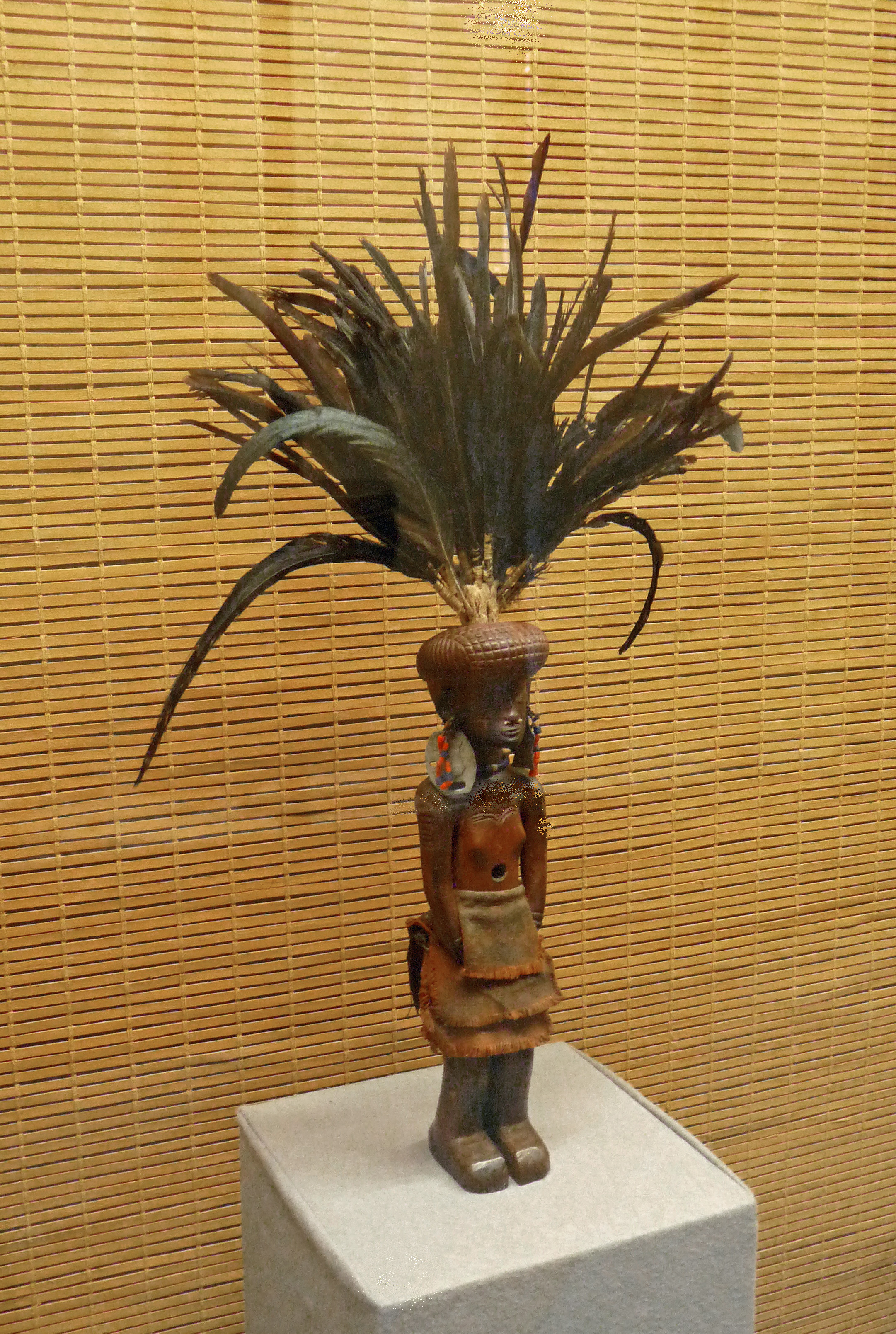
Figurine de culte hamba wa chisola. Bois, perles, métal, tissu. H. 29 cm. Musée royal de l'Afrique centrale

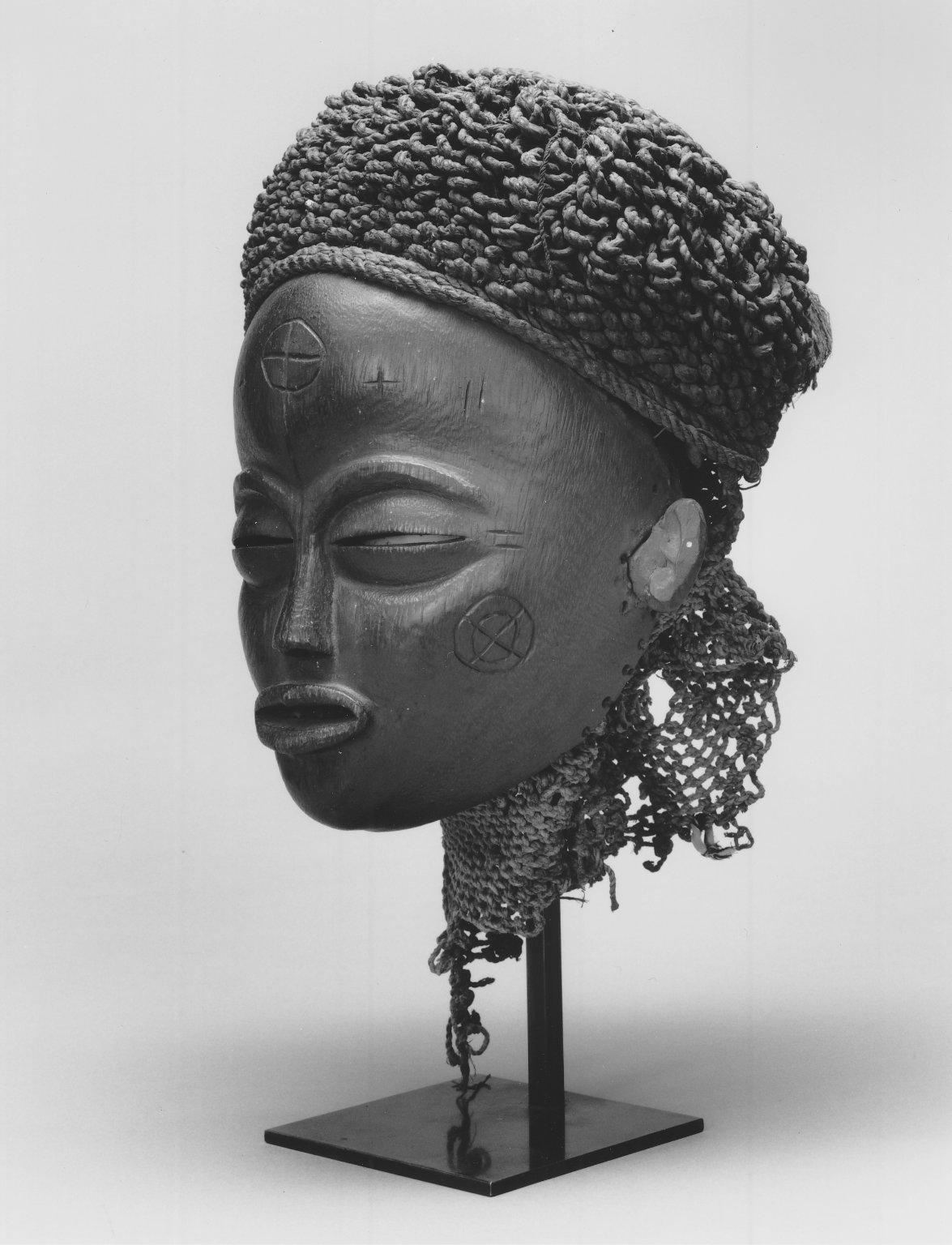
Masque mwana pwo[19]. Bois, fibre, métal. H. 30,5 cm. Brooklyn Museum
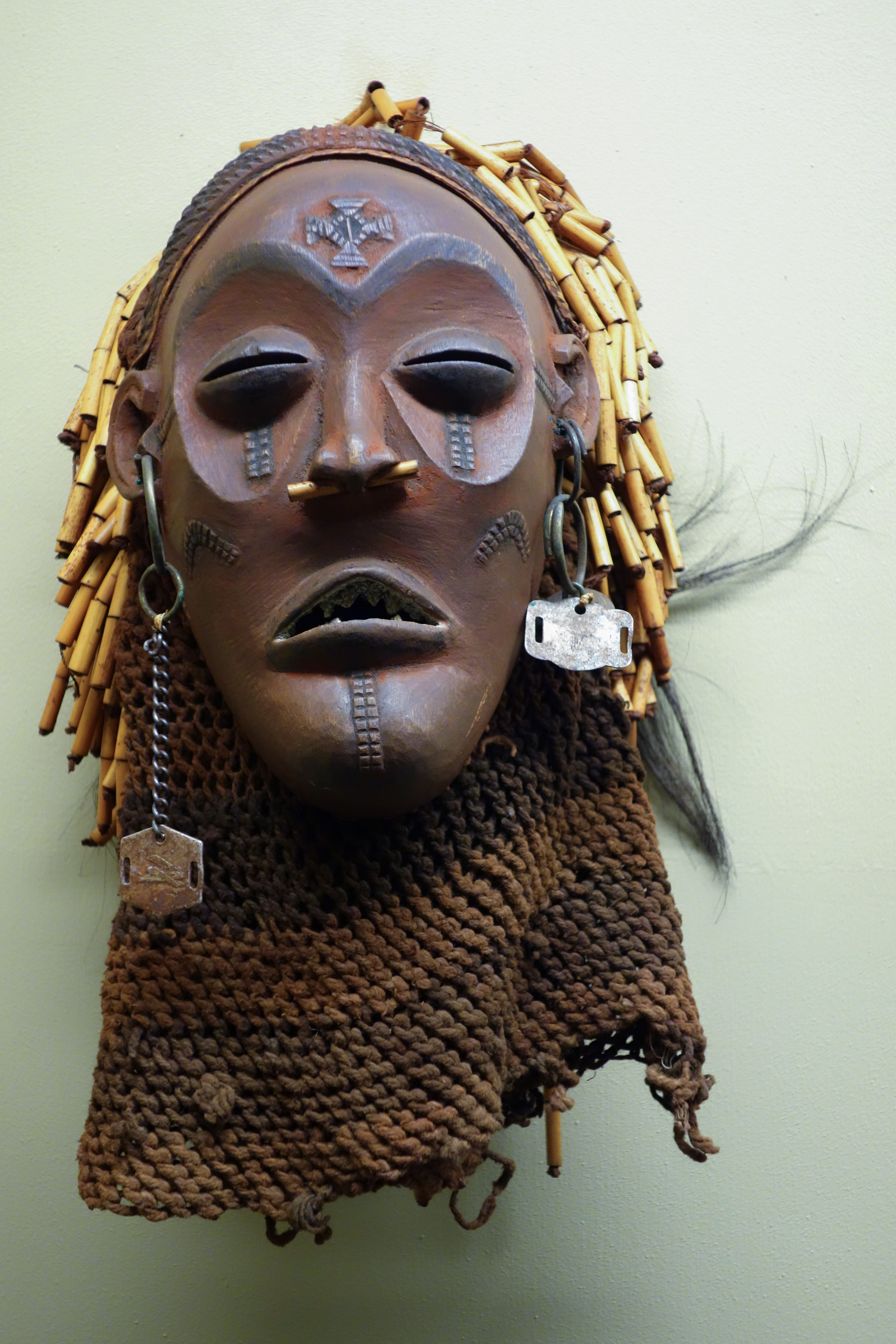
Masque pwo. Bois, fibres, tiges de graminées et pigments. Musée royal de l'Afrique centrale
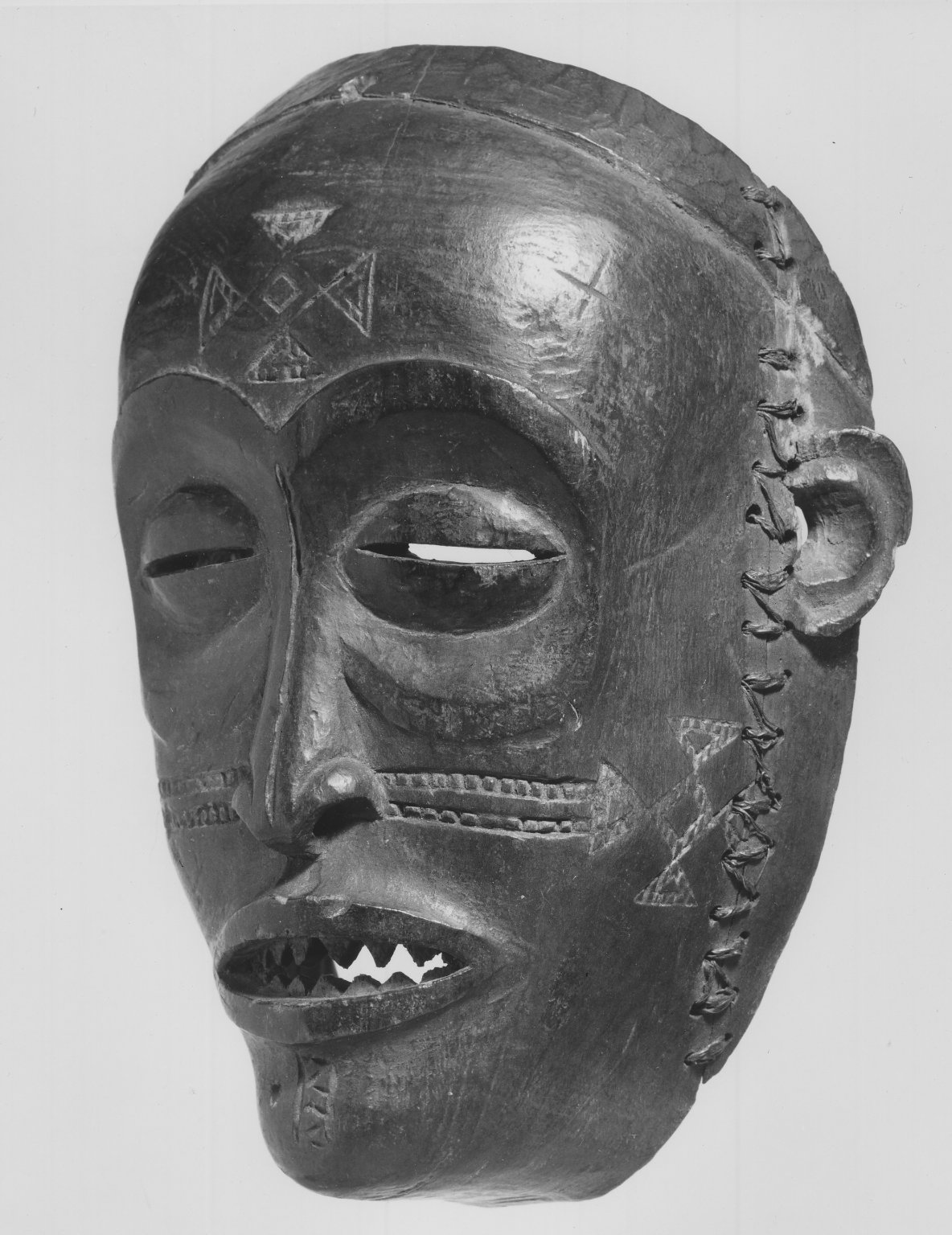
Masque mwana pwo, vu de trois quarts. Brooklyn Museum
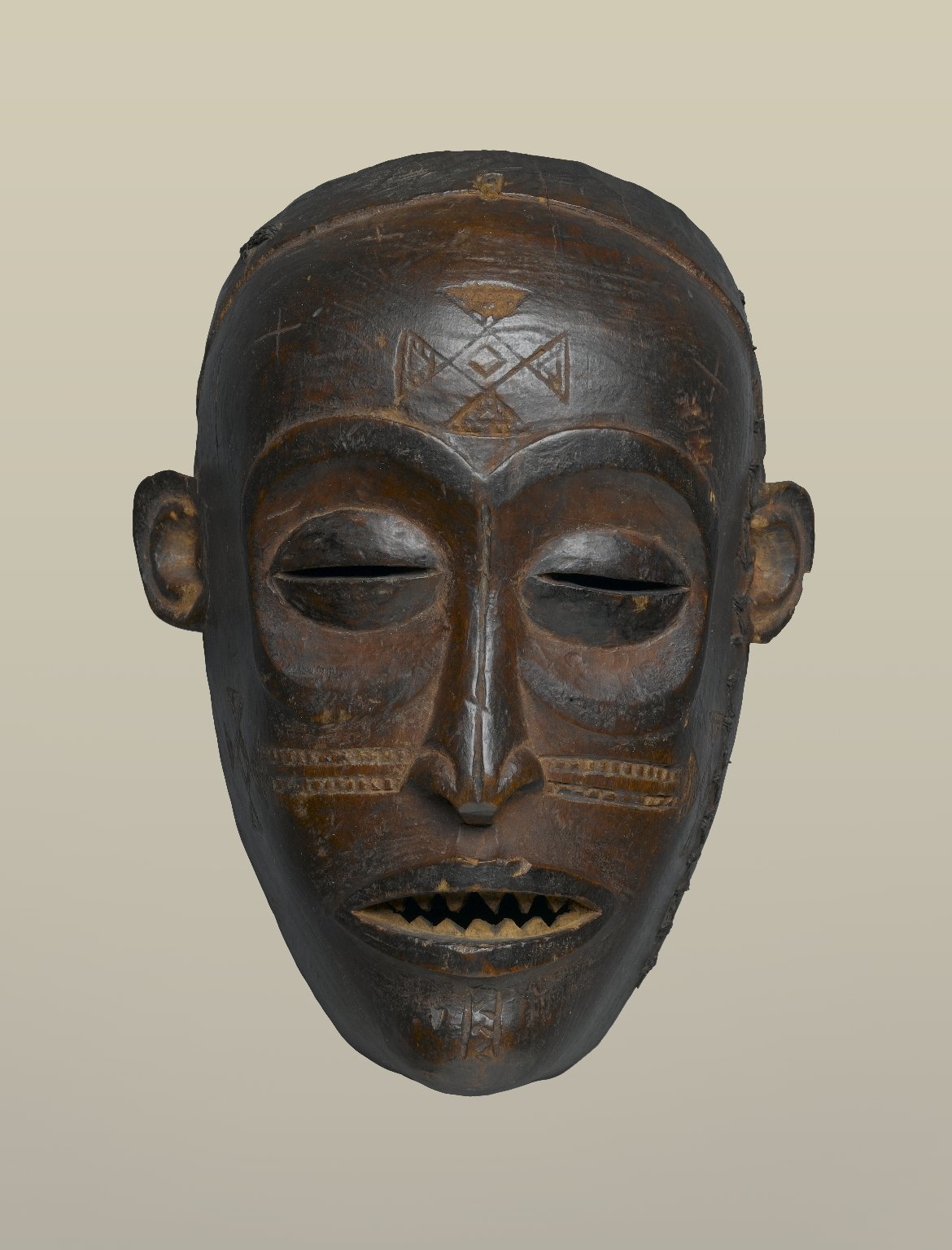
Le même masque mwana pwo, vu de face. H 19 cm. Brooklyn Museum
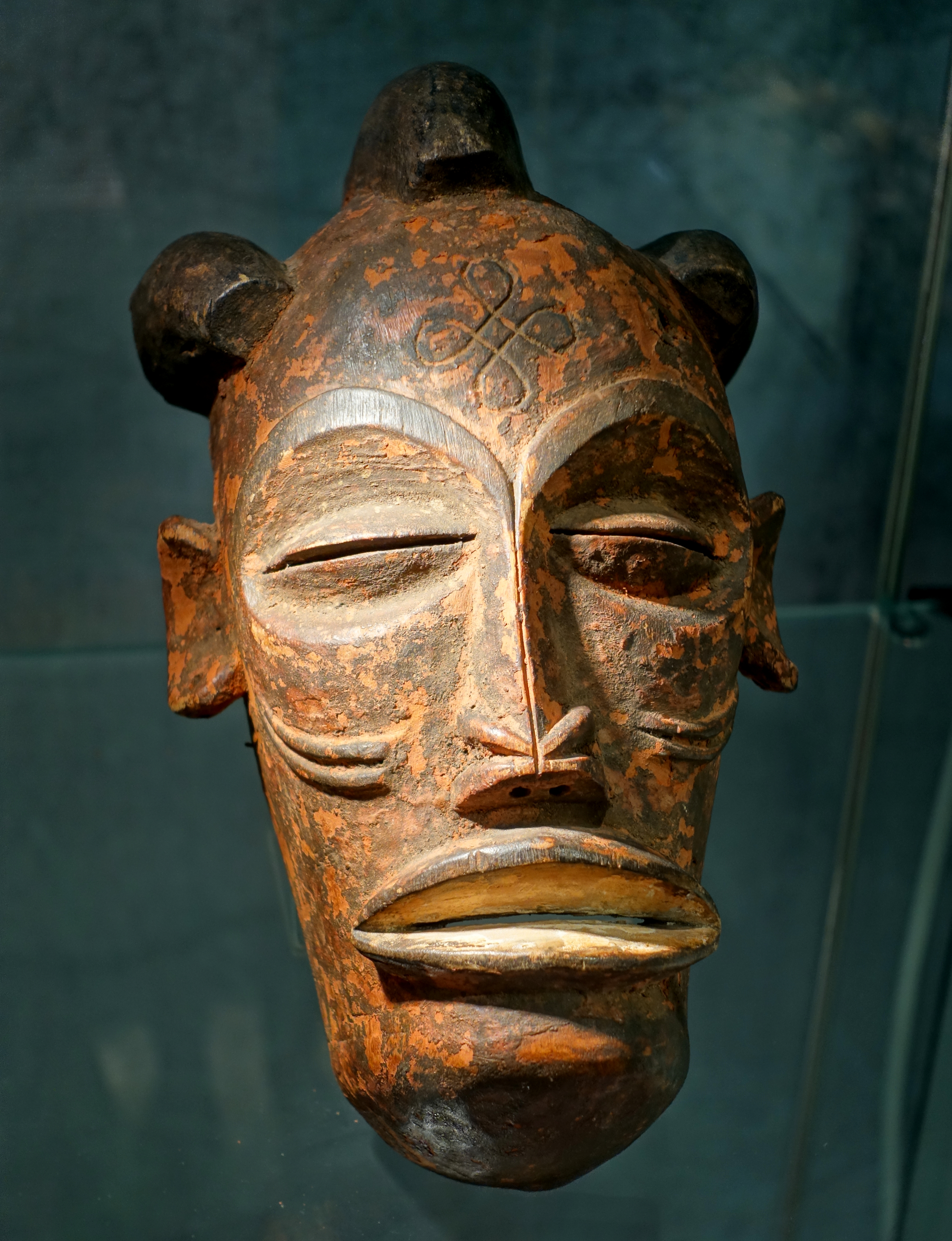
Masque mwana pwo. Musée d'Histoire Naturelle, Nuremberg
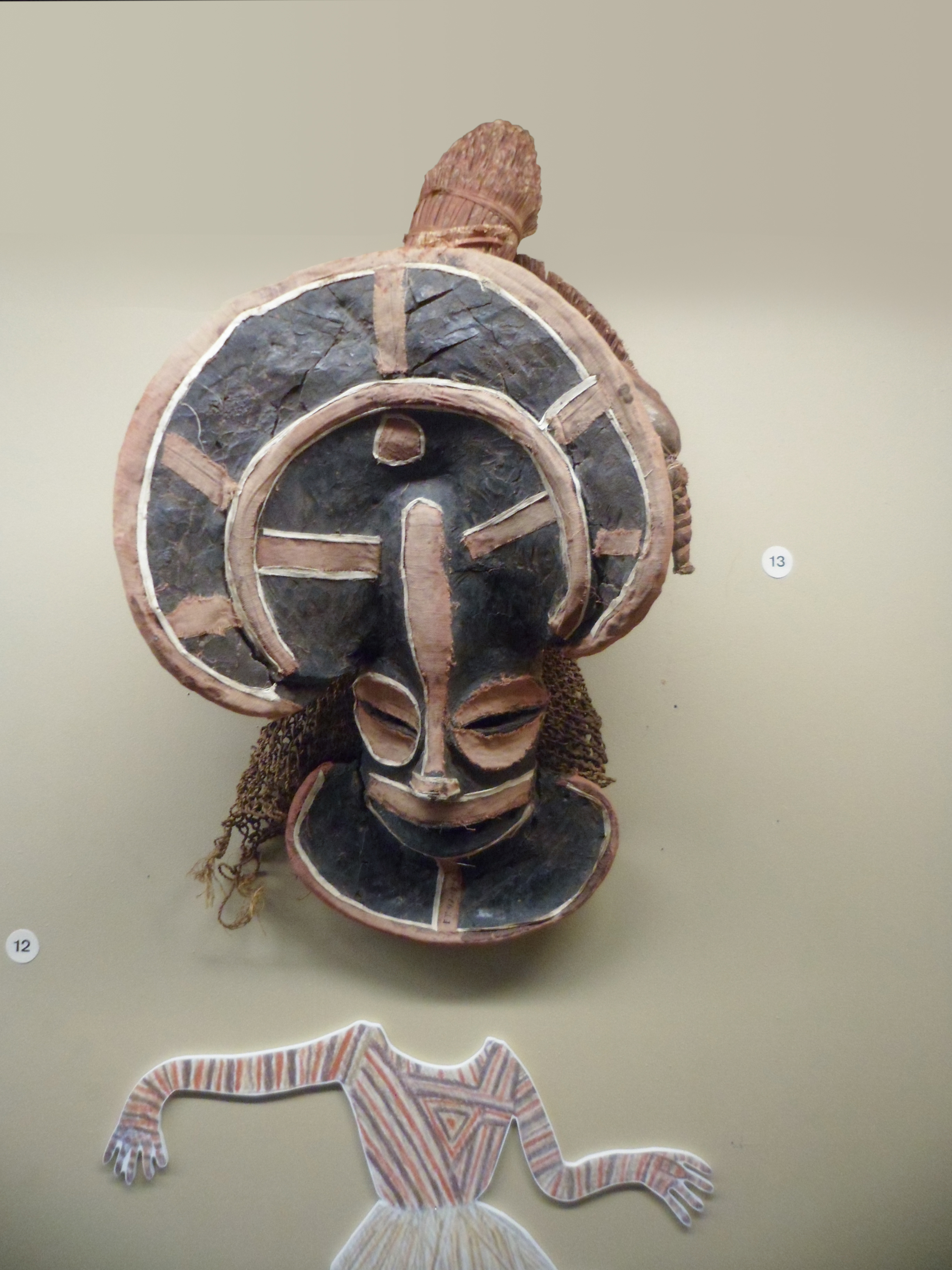
Masque chihongo (et costume). Branchettes, fibres, écorce battue, pigments, résine. Tervuren
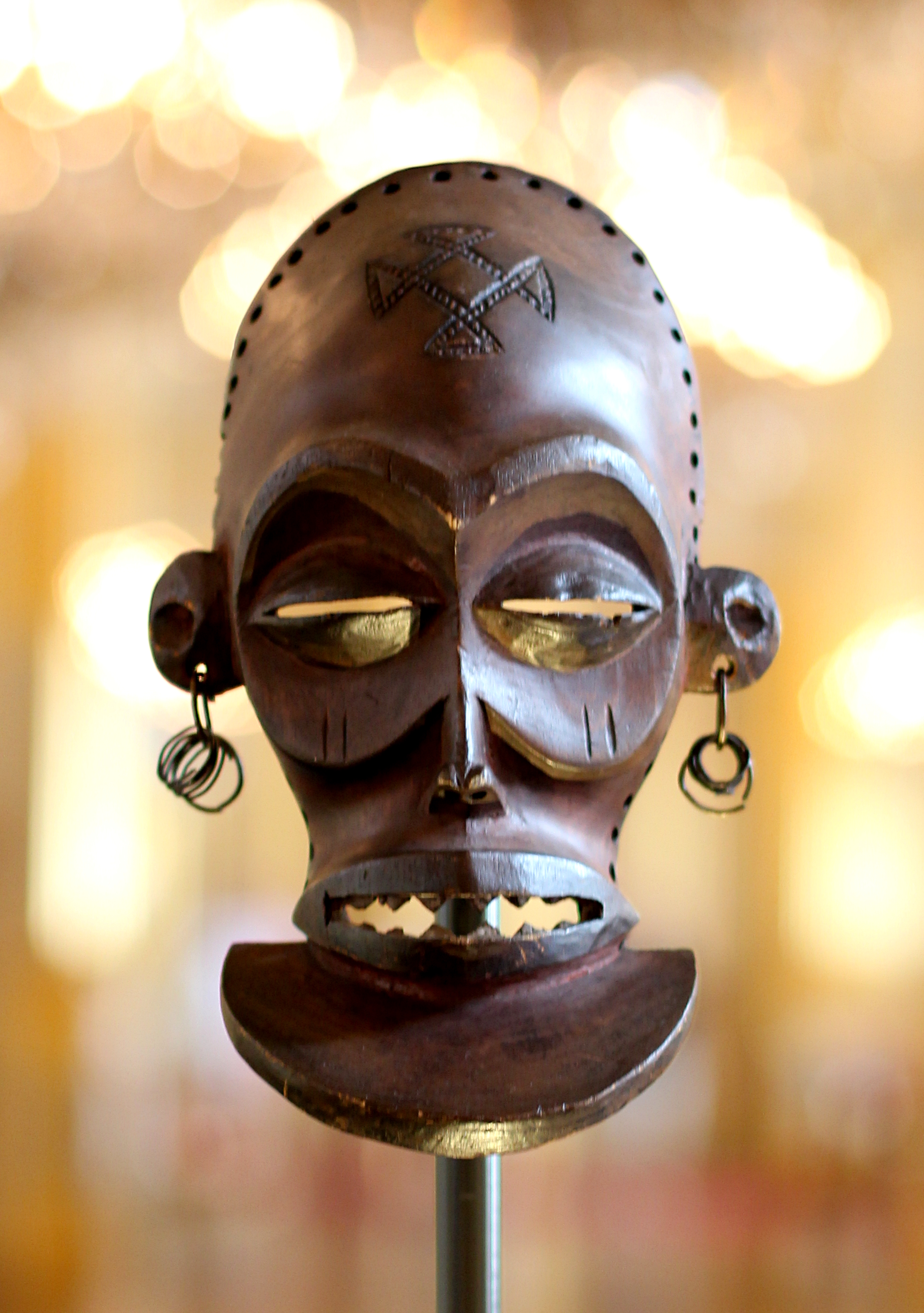
Masque chihongo réduit au bois et au métal. Musée royal de l'Afrique centrale, Tervuren

### Masques et rites
Ce que nous appelons « masque » correspond à la partie supérieure (la tête ou le visage) du mukishi qui comporte aussi un costume avec tous ses accessoires, mais surtout le porteur de cet ensemble avec ses attitudes, ses gestes, le rythme et la nature de ses déplacements. La plupart des masques tchokwe interviennent lors de la mukanda, l'initiation des jeunes garçons, avec les danseurs masqués chizaluke, chikunza, kalelwa et chiheu . Ce sont, dans ce cas, des masques peints en noir, rouge et blanc qui sont en fibres végétales, morceaux de tissus, papier. Le masque chihongo, peut être réalisé en bois ou en fibres. Il n'est utilisé qu'exceptionnellement au cours des rites initiatiques de la circoncision. La plupart des masques animaliers sont fabriqués en bois, mais le lion (ndumba) , la hyène (munguli) et la tortue (capella) sont fabriqués en fibres.
Un masque est un mukishi (la racine -kishi exprime l'idée d'une force vive et agissante) qui est utilisé dans un but social précis : éduquer les jeunes hommes et assurer leur virilité, maintenir la domination masculine et promouvoir la fécondité des femmes, résoudre des problèmes au sein du village...
Dans le cas de la mukanda, un rituel court, public et festif, les jeunes garçons sont isolés dans un camp de brousse et reçoivent un enseignement traditionnel, dont tout ce qui concerne la fabrication des masques. Leur retour au village donne lieu à des fêtes et au spectacle de tous les masques.
Le masque pwo, de son côté, peut représenter « la femme », sous une forme caricaturale, ou être un portrait secret d'une femme aimée, ou encore assurer le lien entre le propriétaire du masque et une de ses ancêtres.
Mais les pratiques évoluent, ainsi des masques autrefois sacrés et liés au monde des esprits hamba, comme les masques pwo, sont aujourd'hui des masques de divertissement tout à fait profanes. Ils peuvent jouer la comédie, ou pratiquer la satire des mœurs et de la société. Mais ils suivent aussi les courants de la mode dans leurs coiffures qui se trouvent, aujourd'hui, réalisées éventuellement avec des matériaux actuels. Enfin, si la tradition exigeait que les masques en fibres façonnés dans les camps de la mukamba devaient être brûlés au petit matin suivant le retour au village, aujourd'hui ils sont conservés le plus longtemps possible, restaurés et repeints régulièrement afin de retrouver leur efficacité initiale. Par contre, en raison de son usage dans un cadre rituel associé à la chefferie, le masque chihongo semble perdurer sans changement notable.

### Patrimoine
L'importance de l'artisanat tchokwé a été reconnue par le travail de collection de l'entreprise Diamang (conglomérat d'investisseurs étrangers autorisé par le gouvernement colonial portugais à exploiter les mines de diamants de l'Angola), un travail de récolte de plusieurs milliers d'objets qui ont été photographiés et inventoriés. L'entreprise a donné une part de ces objets au musée de Dundo (Angola) pillé durant la guerre civile. La Fondation Sindika Dokolo s'est donné pour objet de récupérer cet artisanat et de le rendre à l'Angola.

### Discographie
- Anthologie de la musique congolaise – RDC, vol. 5 : Tshokwe du Bandundu, Musée royal de l'Afrique centrale/Fonti musicali (CD + livret)